# Полуденный, Николай Михайлович
Николай Михайлович Полуденный (10 апреля 1938, Днепропетровск — 19 ноября 2005, Гурзуф) — советский украинский певец (баритон). Народный артист УССР (1978). Заслуженный артист РСФСР (1971), награждён орденом Дружбы народов.

## Биография
Вырос в Гурзуфе, с детства имел красивый хорошо поставленный голос. На празднике песни в Крыму исполнил песню Мурадели «Партия наш рулевой», где его услышал Иван Козловский, который и посоветовал поступать в консерваторию. Во время обучения на 4-м курсе становится победителем Всеукраинского конкурса вокалистов. В 1961 году окончил Киевскую консерваторию по классу А. Гродзинского, в 1965 г. — его аспирантуру.
В 1966—1974 годах выступает как солист Куйбышевского театра, с 1974 в Днепропетровском театре оперы и балета.
Гастролировал в СССР и за границей, выступал в спектаклях практически во всех театрах бывшего СССР.
Был главой жюри крымских вокальных конкурсов — 2001—2003 — «Крымская весна» и «Царский салон», 2004 — «Золотая люлька».

Выполнил около 30 партий, из них 
- Бабушкин — «Днепровые пороги» Колодуба,
- Демон — опера Рубинштейна,
- Дон Жуан — В. А. Моцарта,
- Олег Кошевой — «Молодая гвардия» Мейтуса,
- Евгений Онегин, опера Чайковского,
- Мазепа — «Мазепа» Чайковского,
- Риголетто — Риголетто — Джузеппе Верди,
- Жермон — «Травиата» Верди,
- Аминосро — «Аида» Верди,
- Граф ди Луна — «Трубадур» Верди,
- Эскамильо — «Кармен» Жоржа Бизе,
- Маркиз ди Поза — «Дон Карлос» Верди,
- Владимир Ульянов — «Братья Ульяновы» Мейтуса,
- Олег Кошевой — «Молодая гвардия» Мейтуса,
- Альмавива, Фигаро — «Севильский цирюльник» Джоакино Россини,
- Шакловитый, «Хованщина» Мусоргского,
- Годунов — «Борис Годунов» Мусоргского,
- Грязь — «Царева невеста» Римского-Корсакова,
- Канио — «Паяцы» Леонкавалло,
- Алеко — «Алеко» С. Рахманинова,
- Граф Даниил — «Весёлая вдова» Легара,
- Генрих Айзенштайн — «Летучая мышь» Й. Штрауса
- Малатеста — «Дон Паскуале» Г. Доницетти, в российской отделке «Колокольчик»,
- Грузчик Краун — «Порги и Бесс» Джорджа Гершвина,
- Мишук — «Тихий Дон» И. Дзержинского,
- Инженер — «Виринея» С. Слонимского,
- Телегин, «Хождение по мукам» А. Сподекико.

С 1996 года работал в Крымском гуманитарном университете преподавателем вокала, ялтинской школе «Радуга», гурзуфской музыкальной школе. В 1999—2005 годах возглавлял местные вокальные конкурсы, выступал в музее Пушкина в Гурзуфе.
Жена — Милия Ивановна Полуденная (1946—2004), певица, заслуженная артистка Украины. С мужем похоронены на Старом гурзуфском кладбище.

## Память
Именем супругов названо Муниципальное бюджетное учреждение дополнительного образования "Гурзуфская детская школа искусств им. Николая и Милии Полудённых"